# Antonio Vicente Seoane
Antonio Vicente Seoane de los Santos Robledo (Santa Cruz de la Sierra, 6 de febrero de 1782-13 de mayo de 1858) fue un abogado y político que estuvo involucrado en la Revolución de Chuquisaca, desde donde fue enviado como emisario a Santa Cruz de la Sierra. Se unió a la causa de la Revolución de Mayo de Buenos Aires, apoyando a los impulsores de la Revolución Cruceña presidiendo la Junta Provisoria y luego la Junta Subalterna de Santa Cruz de la Sierra, adjuntados a las Juntas de Buenos Aires
Al concluir la guerra en la provincia de Santa Cruz de la Sierra y en la región del Alto Perú (Guerra de la Independencia de Bolivia), Seoane fue elegido como uno de los dos representantes por la provincia de Santa Cruz de la Sierra en la Asamblea Deliberante del Alto Perú. Fue uno de los que firmó la Declaración de Independencia de Bolivia el 6 de agosto de 1825 en la ciudad de Chuquisaca (actual Sucre).

## Biografía
Antonio Vicente Seoane nació en el pueblo de Santa Cruz de la Sierra dentro de la Real Audiencia de Charcas, actual Bolivia, el 6 de febrero de 1782. Fue hijo del coronel español Antonio Seoane de los Santos, exgobernador de Santa Cruz de la Sierra, y María Petrona Robledo. Estudió derecho en la Universidad Mayor Real y Pontificia San Francisco Xavier de Chuquisaca donde se graduó como abogado en 1808. Retornó a Santa Cruz de la Sierra con ideas nuevas que puso en práctica pese a la oposición de su padre.
Seoane fue parte del pronunciamiento de la Junta de Gobierno que se adhirió a la de Buenos Aires el 27 de mayo de 1811, junto con Juan Manuel Lemoine, el coronel Antonio Suárez, José Andrés de Salvatierra y el militar Eustaquio Moldes.
El mariscal Antonio José de Sucre promulgó el decreto del 9 de febrero de 1825 por el que se convocó a todas las provincias de la antigua Real Audiencia de Charcas a una asamblea constituyente para resolver esta cuestión de estas provincias. Seoane fue elegido como representante por Santa Cruz de la Sierra y su área rural para asistir a la Asamblea General de Diputados de las Provincias del Alto Perú en la ciudad de Chuquisaca, donde firmó la Declaración de Independencia de Bolivia el 6 de agosto de 1825.
En 1825 fue elegido diputado de Santa Cruz por el mariscal Antonio José de Sucre. De agosto a diciembre de 1826 fue asignado como prefecto del departamento de Santa Cruz por el presidente Antonio José de Sucre, para luego ser sustituido por José Miguel de Velasco. En 1849 fue nuevamente designado prefecto del departamento de Santa Cruz por el presidente Manuel Isidoro Belzu. Murió el 13 de mayo de 1858.